# Windows Me
Windows Millennium Edition (Windows ME; також використовується абревіатура Windows Me) — змішана 16/32-розрядна операційна система, випущена корпорацією Microsoft 14 вересня 2000 року. Була названа так на честь нового III тисячоліття (лат. millennium — тисячоліття). Microsoft закінчила основну підтримку Windows Millennium Edition 31 грудня 2003 року і закінчила розширену підтримку 11 липня 2006 року.
Від своїх попередниць — Windows 95 і Windows 98 — відрізняється відносно невеликими оновленнями, такими як новий Internet Explorer 5.5 і Windows Media Player 7. З'явився також Windows Movie Maker з базовими функціями редагування цифрового відео. Змінився інтерфейс системи — в нього були додані можливості, що вперше з'явилися в Windows 2000.
Одна з найпомітніших змін у Windows ME — в стандартній конфігурації системи заблокований реальний режим MS-DOS, через що не можна користуватися програмами, що вимагають цей режим. Проте за допомогою спеціальних утиліт цю функцію можна розблоковувати. Завантаження Windows ME не відрізняється від аналогічного процесу Windows 95 і 98.

## Нові можливості
У Windows ME вперше з'явилось багато можливостей, характерних для «старих» версій лінійки NT.
Основні нововведення:
- Конфігурація завантаження в реєстрі;

- Відновлення системи (System Restore);

- Захист системних файлів (Windows File Protection);

- Автоматичне оновлення з Windows Update (оновлення із сервера WSUS не підтримується);
- Розпізнаються знімні пристрої USB, FireWire та інші, з можливістю їх безпечного від'єднання;

- Довідкова система в новому стилі;

- Невикористані пункти меню «Пуск» автоматично «ховаються»;
- Підтримка нового обладнання;

- Нові можливості з налаштування мережі:
  - Підтримка нових технологій підключення: ADSL і кабельні модеми;
  - Загальний доступ до підключення до Інтернету (Internet Connection Sharing).

- Підтримка пристроїв UPnP;
- Нові можливості мультимедіа:
  - Інтернет-браузер Internet Explorer 5.5;
  - IM-кліент MSN Messenger, інтегрований з NetMeeting. Може передавати не тільки текст, а й звук з відео (відеоконференції);
  - Програвач Windows Media Player 7;
  - Програма для створення і редагування власних фільмів — Windows Movie Maker.
- Підтримка сплячого режиму комп'ютера (працювала далеко не завжди, бо була дуже вимоглива до обладнання);
- Нова можливість Панелі управління — показувати тільки часто запускаються компоненти;
- Удосконалення зовнішнього вигляду Провідника — додавання нових функцій Internet Explorer (додаткові вікна, журнал, більш зручний пошук).

Якісна копія Windows ME в парі з Office 2000 могла роками стабільно працювати на комп'ютерах з Intel Pentium Pro, 32 Мб ОПЗ і більше. 

## Системні вимоги
Офіційні дані: сумісний з Pentium процесор з тактовою частотою 150 МГц або вище, 32 Мб ОЗП, від 200 до 500 Мб на жорсткому диску. Для комфортної роботи: процесор з тактовою частотою від 300 до 700 МГц, 500 Мб і більше на жорсткому диску, 128 Мб і більш оперативній пам'яті.

## Критика
Windows Me сильно критикувалася користувачами через її нестабільності та ненадійність, частих зависань і аварійних завершень роботи. В одній зі статей в журналі PC World абревіатуру МЕ розшифрували як «Mistake Edition» (помилкове видання) і помістили на 4-е місце в списку «Гірших продуктів всіх часів».
…Незабаром після випуску Windows ME в кінці 2000 року користувачі повідомляли про проблеми встановити її, запустити, змусити працювати з іншими пристроями і програмами і навіть змусити її припинити роботу…
Функція System Restore іноді відновлювала віруси, які були раніше вилучені користувачем. Вимкнувши System Restore, користувач міг видалити віруси, але при цьому втрачав всі попередні «точки відновлення системи».
У функції System Restore також була помилка визначення часу, яка приводила до неправильного присвоєння часу точкам відновлення, створеним після 8 вересня 2001 року. З цієї причини функція System Restore не могла знайти ці точки й відновити систему. Пізніше Microsoft випустила оновлення для виправлення цієї помилки.
У багатьох користувачів ця операційна система нормально працювала тільки кілька днів після установки — після цього вона сильно гальмувала, «вилітала» і «глючила». Сині екрани смерті могли з'являтися з інтервалом в 1-2 години. Через цю проблему, Windows ME вважається як найбільший провал операційної системи Microsoft Windows.